# Позаземне життя

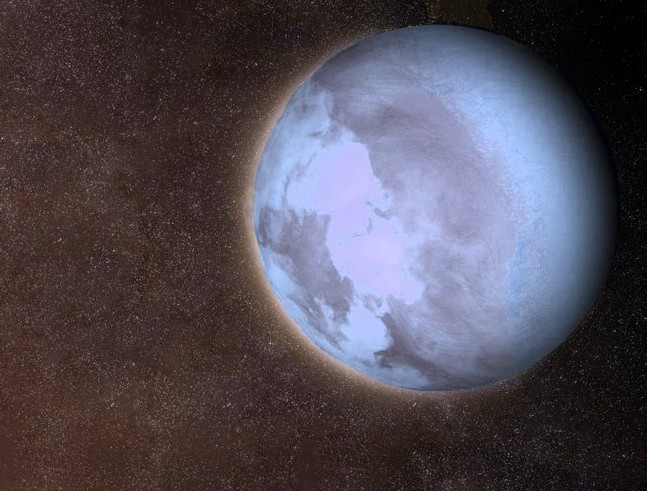
Погляд художників на Глізе 581 c, першу екзопланету, де може гіпотетично існувати життя.

Позаземне життя — гіпотетична форма життя, що виникла й існує за межами Землі. Таке життя може існувати у формах від простих прокаріот (чи схожих форм життя) до розумних істот чи навіть мудрих істот з цивілізацій, які можуть бути значно розвинутішими за людство. Є предметом вивчення космічної біології і ксенобіології й поширеною темою розповіді у науковій фантастиці.

## Передумови
Виникнення життя на Землі дає очевидні передумови для припущення про те, що такі ж умови могли скластися на інших планетах. Можна більш-менш визначено говорити тільки про еволюцію життя, яка нагадує земну.
Радянський астроном Йосип Шкловський обережно припускав, що сприятливі умови для виникнення життя існують на планетах, що обертаються біля холодних і достатньо стабільних зірок спектрального класу G, K, M (близьких за властивостями до Сонця). Число таких зірок у нашій Галактиці можна оцінити як 10 в степені 9.
Водночас прихильники теорії виняткової Землі обґрунтовують, що виникнення розвинутого життя залежить від багатьох факторів. Планета повинна мати певний хімічний склад, активну тектоніку, надзвичайно стабільну орбіту, захист від іонізуючого випромінення, мати певні розміри зовнішніх планет.
Відкриття планет біля інших зоряних систем також побічно вказує на наявність місць у Всесвіті, сприятливих для виникнення життя в «зоні життя». Можливості сучасної астрономії не дозволяють оцінити умови життя на таких планетах, але якщо в майбутньому технічні можливості дозволять визначити, скажімо, наявність кисню в атмосфері, це стане важливим аргументом на користь доказів наявності життя за межами Землі.
Наявність на Землі форм життя, які можуть зберегти здатність до розмноження після перебування в екстремальних умовах (витримувати високі перепади температур, тиску, несприятливе середовище) дозволяє говорити про те, що життя може зародитися і зберегтися в умовах далеких від земних.
Можливий доказ існування життя поза Землею має не тільки суто теоретичне значення. Однією з поширених теорій, що пояснюють виникнення життя на Землі, є панспермія (тобто зараження кометами і метеоритами спочатку «стерильної» планети мікроорганізмами та необхідними органічними матеріалами).
Також слід взяти до уваги активне відкриття землеподібних екзопланет в «зоні населеності» тобто на такій відстані від зорі де можливе існування води в рідкому вигляді, а також життя схоже на земне.
На жаль зараз нема технологій які можуть точно встановити чи є життя на конкретній екзопланеті, адже найпотужніші телескопи (такі як Кеплер, TESS, Обсерваторія Кека) можуть лише визначити масу та радіус екзопланети, тоді як склад атмосфери, точна температура і наявність життя залишаються невідомими.
Міжзоряний політ за використання рідких ракетних двигунів навіть до Альфа Центавра займе 14000-15000 років. Для цього потрібні високотехнологічні міжзоряні термоядерні космічні апарати такі як Дедал або ж «вітрильник» Breakthrough Starshot.
Зараз вони знаходяться на стадії проектів, тому це справа майбутнього.
За словами астробіологів з Австралійського національного університету (ANU), життя на інших планетах, найімовірніше, буде короткочасним і вимре дуже швидко. «Раннє життя крихке, тому ми вважаємо, що воно рідко розвивається досить швидко, щоб вижити», — сказав доктор Адітья Чопра з Дослідницької школи наук про Землю ANU і провідний автор статті, опублікованої в Astrobiology.

## Позаземний білок
У 2020 році в метеориті Acfer 086 (який було знайдено в Алжирі в 1990 році) дослідники з Гарвардського університету, можливо, вперше знайшли позаземний білок, названий ними гемолітином.
Гемолітин (англ. hemolithin, від грец. αἷμα — кров та грец. λίθος — камінь, англ. lithium — літій) є неординарним білком, його будівельні блоки хімічно відрізняються від наземного білка.